# يحكى أن (رسوم متحركة)
يحكى أن (بالإنجليزية: Adventures from the Book of Virtues)، مسلسل رسوم متحركة أمريكي يتكون من 40 حلقة بدأ عرضه في 2 سبتمبر 1996 واستمر حتى 17 ديسمبر 2000. تمت دبلجة المسلسل للغة العربية من قِبل مركز الزهرة وعُرض على قناة سبيستون.

## القصة
زاك وآني وأصدقائهما الحيوانات البيسون بلاتو وطائر الباز أحمر الذيل أورورا والوشق الأحمر سوك وكلب المروج آري يحكون حكايات قيمة ومفيدة.

## الأصوات العربية

### نسخة الدبلجة السورية
- آمال سعد الدين (زاك)
- ملك مرقدة (آني)
- أيمن السالك (سوك)
- مروان فرحات (بلاتو)
- يحيى الكفري (آري)
- همسة الحايك
- محمد خير أبو حسون
- رغدة الخطيب
- منصور السلطي
- أماني الحكيم
- فاطمة سعد

### نسخة الدبلجة الأردنية
- أحمد أبو سويلم (أفلاطون)
- أسماء مصطفى
- ليندا دعنا
- سناء المفلح
- نبيل نجم
- عبد الكامل خلايلة

بالأشتراك مع:
- محمد قباني
- غنام غنام
- ماهر خماس

## روابط خارجية
- الموقع الرسمي (أرشيف)
- يحكى أن على موقع IMDb (الإنجليزية)
- يحكى أن على موقع كينوبويسك (الروسية)
- يحكى أن على موقع قاعدة بيانات الفيلم (الإنجليزية)